# Josep Fèlix Escudero i Pitarch
Josep Fèlix Escudero i Pitarch (Atzeneta del Maestrat, 1946) és un escriptor valencià en català i castellà. Es llicencià en dret i treballa com a assessor d'empreses, i ha publicat alguns articles al diari Levante. Començà a escriure poesia en castellà i la seva primera obra publicada fou Historias a la luz de una ventana ocre. El 1977 publicà el seu primer poemari en català, Paraula de Miquel, amb el que guanyà el Premi Vicent Andrés Estellés de poesia.
El 1983 publicà Libertad Provisional i el 1984 Discursos de salvació, que obté el premi Rois de Corella de poesia. En 1985 escriví Burriana a la luz i el 2001 Presagi del Tacte. Traduí al castellà Anxos en tempos de chuvia de Miguel Vázquez Freire.